# オーギュスト・クレサンジェ
オーギュスト・クレサンジェ（Auguste Clésinger, 1814年10月22日 - 1883年1月5日）は、フランス・ブザンソンで生まれ、パリで没した彫刻家である。フルネームは Auguste Jean-Baptiste Clésinger （オーギュスト・ジャン＝バチスト・クレサンジェ）という。姓はしばしばクレザンジェとも表記される。パリのペール・ラシェーズ墓地に建てられた作曲家フレデリック・ショパンの墓の記念碑を建てた人としてよく知られている。なお、彼の伝記については不明な点が多い。
オーギュスト・クレサンジェは、彫刻家であった父親のジョルジュ＝フィリップ・クレサンジェ（Georges-Philippe Clésinger）から絵画と彫刻の教育を受けた。1843年にパリのサロンにジュール・デュ・ヴァルダオン子爵の胸像を出品して デビューした。4年後の1847年5月、女流作家ジョルジュ・サンドの娘ソランジュと結婚した。

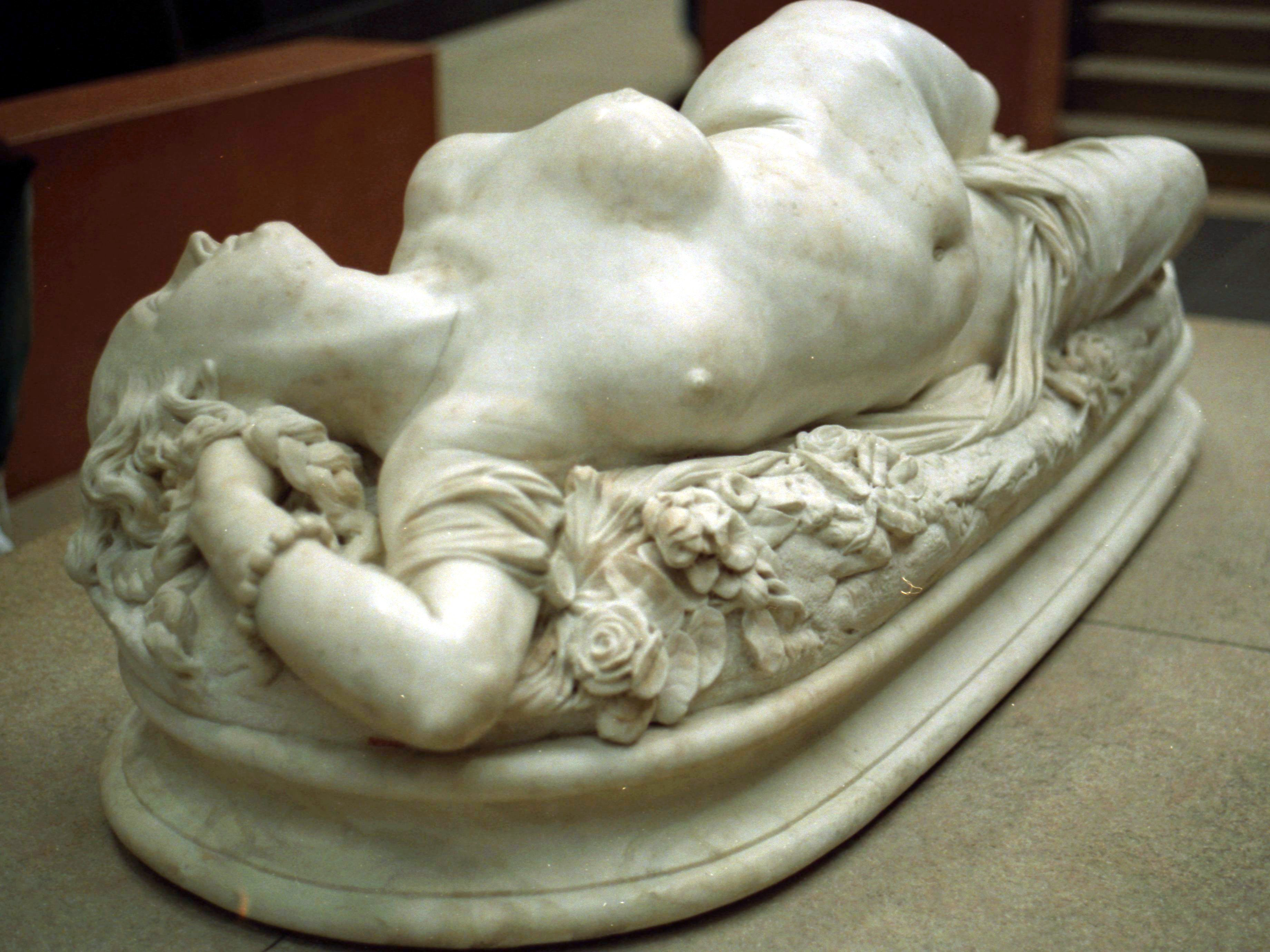
蛇に咬まれた女 (Femme piquée par un serpent), 1847年, 大理石, オルセー美術館

同年、サロンに「蛇に咬まれた女」を出品し、そのエロティックなフォルムで物議をかもした。1849年にはレジオンドヌール勲章のシュヴァリエ章を受章した（1864年にはオフィシエ章を受章）。その後もクレサンジェはパリの美術界で活躍し、1864年には最後の展覧会を開いている。 彼の残した作品は、パリのオルセー美術館などに所蔵されている。

## 結婚騒動とショパン
結婚の1年前にジョルジュ・サンドに小説を贈られたのを契機に、クレサンジェはサンドに手紙を送ったり、彫刻を贈るようになった。やがてサンドはパリの自宅にクレサンジェを招くようになった。1847年2月に娘のソランジュがパリで別の男性との婚約を破棄してノアンに帰る前にも、クレサンジェはサンドとソランジュの胸像を製作した。4月になってクレサンジェはサンドのノアンの館に現れ、ソランジュに求婚し、受け入れられた。ソランジュの妊娠騒動などを経て、5月にノアンで結婚式が行われた。
結婚して1ヶ月後、当時2万4000フランの借金を抱えていたクレサンジェはサンドの「ノアンの館」に財産狙いに行き、クレサンジェに殴られたサンドの息子モーリスが銃を持ち出す乱闘事件が起きた。このためクレサンジェ夫妻はノアンの館を追い出されたが、このときソランジュの求めに応じてショパンが馬車を貸したのがきっかけとなって、ジョルジュ・サンドとショパンの9年間続いた関係は破局した。（この年、ショパンは終始パリにいて、直接騒動に関っていない。家族の問題にショパンを巻き込みたくないというサンドの意図もあって、ショパンには多くのことは知らされず、結婚式にも招待されていない。当初ショパンはクレサンジェの才能を評価していたが、ソランジュとの結婚話を聞いて評価が一変したようである。）しかし、その後もショパンはソランジュと連絡をとりつづけ、なにかと面倒をみた。クレサンジェは国民軍に入隊していたが、ソランジュに頼まれてショパンは面会に行ったりもしている。

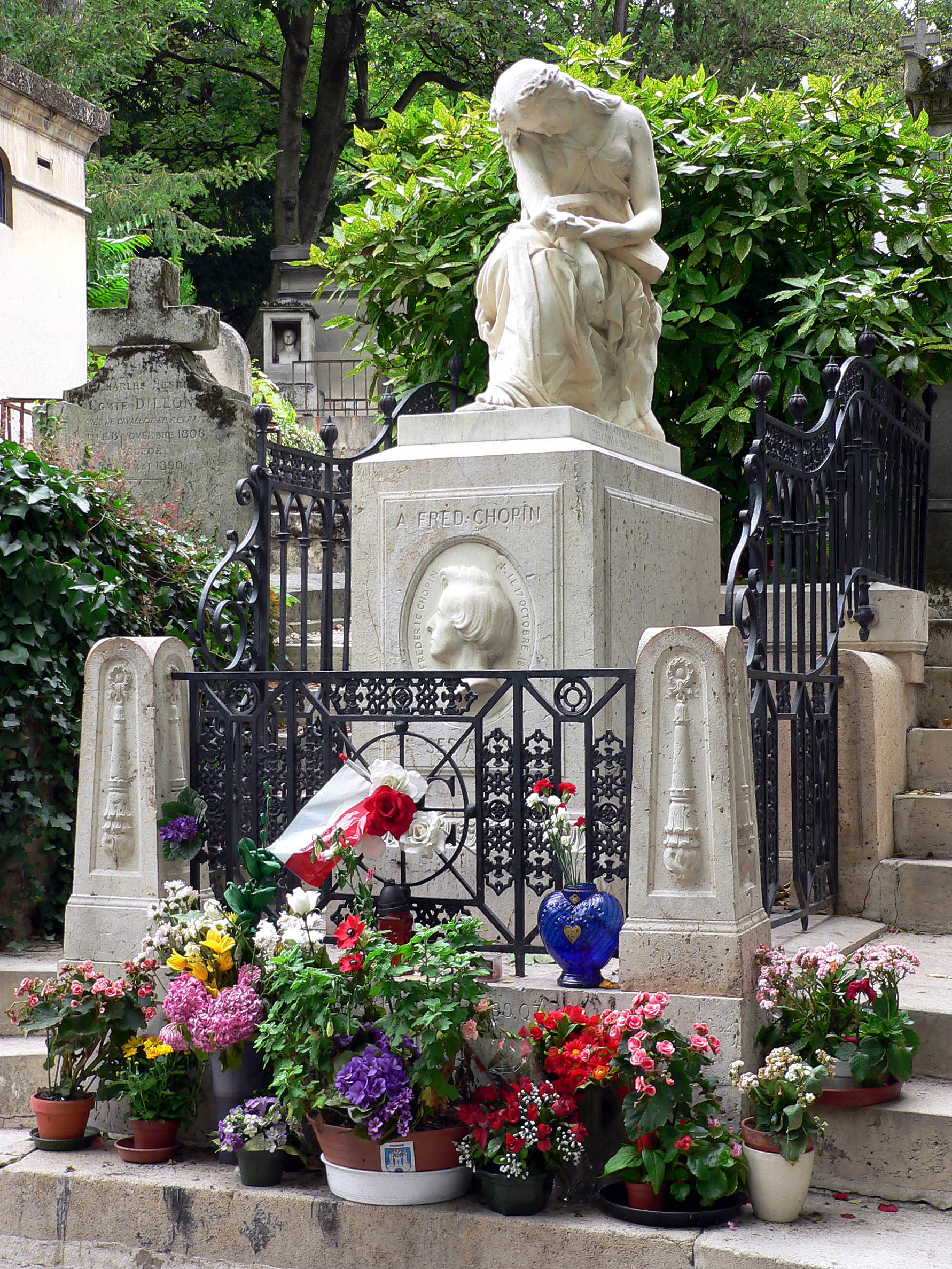
パリのペール・ラシェーズ墓地にあるショパンの墓。クレサンジェが彫刻した

翌1848年2月、ソランジュはギュリーで女児を出産したが、4日後に死亡した。その連絡を受けたショパンは、パリにいたクレサンジェと連絡を取り続け、何かと援助したらしい。さらに翌1849年5月、娘ジャンヌ（愛称「ニニ」）が生れた。8月、猛暑で人々がパリを脱出する中、逆にクレサンジェは一家を連れ、10日間をかけてショパンの住むパリ郊外のシャイヨーにやって来た。ショパンは友人への手紙の中で「一体彼の頭はどこについているのか」と批判している。
1849年10月17日、ショパンはパリで39年の生涯を閉じた。ソランジュがショパンを看取り、夫のクレサンジェがショパンのデスマスクと左手の石膏像をとった。彼はペール・ラシェーズ墓地に埋葬されたショパンの墓の記念碑の彫刻をデザインし、これは1周忌の1850年10月17日に除幕された。
なお、娘のジャンヌはジョルジュ・サンドにかわいがられたが、1855年のクレサンジェとソランジュの別離の直後死亡した。